# MOVING SATURDAY
MOVING SATURDAY（ムービング・サタデー）は、2008年4月5日から2009年9月26日まで、TOKYO FMで放送されていた土曜早朝の番組。放送時間は毎週土曜日5:00 - 6:55（毎月第2土曜日は6:00 - 6:55）。前番組はJFN32局ネットで同時間帯に放送されたSATURDAY ON THE WAY。略称は「ムーサタ」。
ここでは関連番組となる『Moving Saturday Plus』についても述べる。

## 放送時間
- 2008年4月 - 2008年9月 5:00 - 6:40（下記の2つの放送時間も同じ）
  - 毎月第2土曜は 6:00 - 6:40〈前座番組:東京の窓から（60分）〉
  - 毎月最終土曜は 5:30 - 6:40〈前座番組:ON THE WAY ジャーナル 「月刊寺島実郎の世界」（30分）寺島実郎〉
- 2008年10月 - 2009年9月 5:00 - 6:55
  - ※毎月第2土曜は 6:00 - 6:55〈前座番組:東京の窓から（60分）〉

## タイムテーブル
- 5:00 ゴルフ最新トピックス（ニュースをピックアップ）、オープニング
- 5:15 最新のニュース（龍田が読む。）
- 5:45 TOKYO FM トラフィック
- 5:50 藤井誠のゴルフワンダーランド
- 5:56 KURE 5-56 ウィークエンドウェザー〈呉工業〉
- 6:00 6時台オープニング or ゴルフ最新トピックス（ニュースをピックアップ）、オープニング〈第2土曜日のみ〉
- 6:20 TOKYO FM トラフィック〈ホンダカーズ東京〉
- 6:25 ロッテ葛西ゴルフ presents ゴルフが恋人〈ロッテ葛西ゴルフ〉
- 6:30 テーラーメイド-アディダスゴルフ presents MOVING SATURDAYスペシャルリポート〈テーラーメイド-アディダスゴルフ〉
- 6:50 ONOFF presents Words of Fame〈ONOFF〉
- 6:55 TOKYO FM NEWS、TOKYO FM トラフィック

## Moving Saturday Plus
『RICOH Moving Saturday Plus』（リコー・ムービング・サタデー・プラス）は2013年7月から放送されているミニ番組。パーソナリティは上野優花。
国内外の女子プロゴルフツアーの速報を中心に届ける「ゴルフエデュテイメント (Education + Entertainment)番組」を謳っている。